# Bijele i Samarske stijene
Bijele i Samarske stijene este o arie protejată (sit de importanță comunitară — SCI) din Croația întinsă pe o suprafață de 1.118,77 ha, integral pe uscat.

## Localizare
Centrul sitului Bijele i Samarske stijene este situat la coordonatele 45°13′36″N 14°57′03″E / 45.226646°N 14.950789°E.

## Înființare
Situl Bijele i Samarske stijene a fost declarat sit de importanță comunitară în iulie 2013 pentru a proteja un număr necunoscut de specii din flora spontană și fauna sălbatică aflate în arealul zonei.

## Biodiversitate
Situată în ecoregiunea alpină, aria protejată conține 3 habitate naturale: Pante stâncoase calcaroase cu vegetație casmofită, Păduri acidofile de Picea de la nivel montan la nivel alpin (Vaccinio-Piceetea), Pajiști alpine și boreale.
La baza desemnării sitului se află un număr nedeclarat de specii protejate.
Pe lângă speciile protejate, pe teritoriul sitului au mai fost identificate 3 specii de plante.